# Bernd Nagel
Bernd Nagel (* 8. Juni 1963 in Rüsselsheim) ist ein deutscher evangelischer Pfarrer und Studienleiter der Evangelischen Kirche in Hessen und Nassau (EKHN).

## Leben
Nach Abitur, Zivildienst und journalistischer Tätigkeit in Rüsselsheim nahm Nagel das Theologiestudium in Mainz und Heidelberg auf (1984–1989). Es folgten das Vikariat in Dreieich-Buchschlag bei Pfarrer Helmut König (1989–1991), das Gemeindepfarramt in Kinzenbach bei Gießen (1992–2002) und die Tätigkeit als Pfarrer für Notfallseelsorge in den Landkreisen Gießen und Lahn-Dill (2002–2009). Seit 2009 ist Nagel als Studienleiter im Zentrum Seelsorge und Beratung der EKHN zuständig für Angebote im Bereich der Seelsorgefort- und -weiterbildung.
Daneben arbeitet Nagel als Supervisor, Coach und Autor.
Nagel ist Mitglied der Deutschen Gesellschaft für Pastoralpsychologie (DGfP) und der Evangelischen Konferenz für Familien- und Lebensberatung (EKFuL).

## Veröffentlichungen
- mit Raimar Kremer und Jutta Lutzi: Unfall als Krise, Beratung von Menschen nach einem traumatischen Erlebnis. Vandenhoeck & Ruprecht, Göttingen 2011, ISBN 978-3-525-67006-4.
- Notfallseelsorge, Theologische und Psychologische Aspekte. Forum GesundheitsMedien, Merching 2012, ISBN 978-3-942436-50-2.
- Sinnzeichen, Symbole in der Bestattungspredigt. Fromm Verlag, Saarbrücken 2014, ISBN 978-3-8416-0324-1.
- Die Bühne ist frei, Psychodrama im Zentrum Seelsorge und Beratung. Zentrum Seelsorge und Beratung, Friedberg 2019.
- Pastoralpsychologisch gepredigt. Fromm Verlag, Saarbrücken 2021, ISBN 978-613-8-37122-9.
- Selbstauskünfte. Fromm Verlag, Saarbrücken 2021, ISBN 978-613-8-37281-3.
- Aus Sorge um die Seelen. Fromm Verlag, Saarbrücken 2021, ISBN 978-6-13837637-8.
- Margareta von Cortona, Selbstbestimmt und religiös. Roland Reischl Verlag, Köln 2021, ISBN 978-3-943580-40-2.
- Nur mal angenommen, Sechzehn Miniaturen. Roland Reischl Verlag, Köln 2023, ISBN 978-3-943580-48-8.